# Carlos L. López
Carlos Laureano López Tejada (Las Tablas, 4 de julio de 1879-Ciudad de Panamá, 20 de noviembre de 1944) fue un político y abogado panameño, y llegó a ocupar la vicepresidencia del país entre 1928 y 1931.

## Biografía
Su padre fue Lisandro Luciano López Espinar (nieto de José Domingo Espinar) y su madre fue María Ventura Tejada Pérez. Realizó sus primeros estudios en su pueblo natal y luego se trasladó a la capital para estudiar en el Colegio Irrisari.
En la guerra de los Mil Días participó del lado liberal en la batalla del Puente de Calidonia en 1900. Luego del conflicto regresó a Las Tablas y en 1903 fue uno de los firmantes en la adhesión del pueblo en la Separación de Panamá de Colombia. Como abogado se especializó en la criminología.
En 1912 fue nombrado procurador general de la Nación y en 1920 fue concejal y presidente del Concejo Municipal del distrito de Panamá. Entre 1924 y 1928 fue secretario de Gobierno y Justicia, siendo uno de los negociadores del gobierno en la Revolución Guna de 1925.
En 1928 la Asamblea Nacional de Panamá lo nombró Segundo Designado de la Presidencia (vicepresidente) de Florencio Harmodio Arosemena, y nuevamente escogido en 1930 en la misma posición. Tras el golpe de Estado ocurrido el 2 de enero de 1931 por Acción Comunal contra Arosemena, y ante la ausencia del Primer Designado en el país, López viajó a Colón para jurar como presidente ante un notario, sin embargo la Corte Suprema de Justicia invalidó a los tres designados de la presidencia del período de 1928-1930, y dejó sin efecto la movida de López, quien era visto como un adversario político de Acción Comunal. Ante el no reconocimiento como presidente, se refugió en la Zona del Canal de Panamá.
En 1932 fue elegido diputado por la provincia de Los Santos, cargo que mantendría hasta 1936. En ese mismo año sería negociador del Tratado Arias-Roosevelt.
En 1940 sería escogido magistrado de la Corte Suprema de Justicia y en 1941 asumió como su presidente, cargo que desempeñaría hasta su muerte.
Se casó cuatro veces: Berenice Inés De León, Guillermina García Vásquez, Felicidad Cardoze González y Silvia Raquel Schaw Urueta. Entre todos los matrimonios tuvo 11 hijos. Uno de sus nietos, Carlos Lucas López, fue también Presidente de la Corte Suprema de Justicia (1990-1994).
En 2007 fue condecorado post mortem con la medalla y diploma Justo Arosemena.